# Westdeutscher Beobachter
Der Westdeutsche Beobachter (WB) war eine der NSDAP zugehörige Zeitung im Gau Köln-Aachen. Sie wurde am 10. Mai 1925 als Wochenzeitschrift der NSDAP gegründet, erschien ab dem 1. September 1930 täglich in Köln und wurde Kurz vor Ende des Zweiten Weltkriegs mit der Einnahme Kölns durch US-Truppen im März 1945 eingestellt.
Als offizielles NSDAP-Parteiorgan war der Westdeutsche Beobachter durch politische und radikal antisemitische Kampagnen gekennzeichnet. Sein drastischer Sprach- und Bildstil orientierte sich an der antisemitischen Wochenzeitung Der Stürmer.

## Redaktion
Die Zeitung befand sich im Eigentum des NSDAP-Gaus und wurde zunächst von Josef Grohé als Verleger und Chefredakteur in einem Druckhaus am Kölner Ubierring geführt. 1928 machte sich der Gauleiter Robert Ley selbst zum Herausgeber des Westdeutschen Beobachters. Josef Grohé blieb als Chefredakteur in der Zeitung, bis er 1931 von Peter Winkelnkemper, bis dahin Mitarbeiter des überregionalen NSDAP-Organs Völkischer Beobachter, in dieser Position ersetzt wurde.
Im Jahr 1933 beschlagnahmte das nationalsozialistische Regime das vormals SPD-eigene Druckhaus Köln-Deutz in der Deutz-Kalker Straße 46, das bis dahin die gleichzeitig verbotene Rheinische Zeitung beheimatet hatte. Von dort aus verlegte die NSDAP ab diesem Zeitpunkt über die Westdeutscher Beobachter GmbH ihre Propagandazeitschrift. Verleger in Köln-Deutz wurde Richard Jahr.
Für den Westdeutschen Beobachter schrieben unterschiedliche Autoren, die jedoch nicht mit ihrem Realnamen und selten mit Kürzeln in der Zeitung erwähnt wurden. Die meisten der drastischen Karikaturen zu den Artikeln stammten von einem Illustrator mit dem Kürzel „teja“. Robert Ley nahm als Gauleiter und Herausgeber des Westdeutschen Beobachters einen deutlichen Einfluss auf dessen Inhalte. Ley spezialisierte sich hier besonders auf verleumderische und hasserfüllte Artikel, die zumeist jüdische Mitbürger oder jüdische Firmen treffen sollten.

## Ziele, Zielgruppen und Richtlinien
Der Westdeutsche Beobachter verstand sich selbst als politische Waffe der NSDAP und berichtete aus diesem Grund nie neutral, sondern stets zweckgetrieben. Die Nationalsozialisten wussten um die Macht der Medien und setzten sie strategisch zur Unterstützung politischer Kampagnen ein. So wurden unter anderem der damalige Kölner Oberbürgermeister Konrad Adenauer oder der Kölner Polizeipräsident Carl Otto Bauknecht über die Zeitung angegriffen, als Teil des angeblichen „jüdischen Systems“. Ebenso standen vorgebliche Skandale im Fokus, die jüdische Firmen oder Privatleute wie die Kaufhausfamilie Tietz betrafen. Diese Oppositionshaltung zur Republik und den republikanischen Werten machte den Kern der Botschaft der Zeitung aus.
Der Westdeutsche Beobachter war als „Kampfblatt“ der NSDAP zunächst mit seinem radikalen Ton eher auf ein extremes Publikum gerichtet. Dieses umfasste unzufriedene Bürger unterschiedlichster Form, welche auf die emotionalisierte Propaganda besonders stark reagierten. In späteren Jahren richtete sich die Zeitschrift in gemäßigterem Ton an die gesamte deutsche Bevölkerung des Gaus.
Für die offizielle Anerkennung der NSDAP-Führung musste das Blatt einige Auflagen erfüllen. Unter anderem hatten sich Parteizeitungen an die Parteilinie zu halten und sie durften keine Werbeanzeigen von jüdischen Firmen veröffentlichen.

## Aufbau und Stil der Zeitung
Schon in der Weimarer Republik wies die Zeitung einen radikalen Antisemitismus und eine klare Oppositionshaltung zur Republik und zur Demokratie auf. Sie führte regelmäßig Hetzkampagnen gegen lokale jüdische Politiker, Unternehmer und Künstler durch. Der Beobachter bediente sich eines populistischen, sensationsjournalistischen Stils „Eine typische Zeitungsnummer enthielt eine provozierende Schlagzeile, um die Aufmerksamkeit eines potenziellen Lesers zu erregen, wobei sie oft an einen lokalen Skandal anknüpfte. [...] Wie in der Sensationspresse der Gegenwart stellte sich oft heraus, daß die der Schlagzeile folgende ‚Information’ voll von Lügen, Einstellungen und versteckte Andeutungen war, was zu zahlreichen Prozessen wegen Verleumdung oder Diffamierung führte.“
Oft folgte auf dem unteren Teil der Titelseite noch ein Artikel eines prominenten NSDAP-Mitglieds, oft in Person des Gauleiters. In manchen Fällen wurde am unteren Rand ein großer Schriftblock platziert, der Parolen wie im Stürmer enthielt („Die Juden sind unser Unglück!“). Die folgenden Seiten der Zeitschrift enthielten Sonderbeiträge.
Auch hier ist eine Schwerpunktverschiebung zu beobachten. Fanden sich in der Weimarer Republik im Beobachter noch Ressorts wie „Familie Mammon“ (spezialisiert auf Beiträge über den angeblichen Einfluss der Juden), waren im Dritten Reich Unterhaltungsbeilagen und Ressorts wie „Reise und Erholung“ oder „Industrie und Technik im nationalsozialistischen Staat“ Teil der Zeitung.
Der Westdeutsche Beobachter erschien täglich mit einer Morgenausgabe von acht Seiten und einer Abendausgabe von achtzehn Seiten. Neben der Ausgabe Köln Stadt und Köln-Land erschienen Nebenausgaben in Aachen, Bonn und Siegburg, Euskirchen, Köln-Land und Bergheim, Düren, Jülich, Erkelenz, Geilenkirchen/Heinsberg, Stolberg, Eschweiler und Bergisch Gladbach.

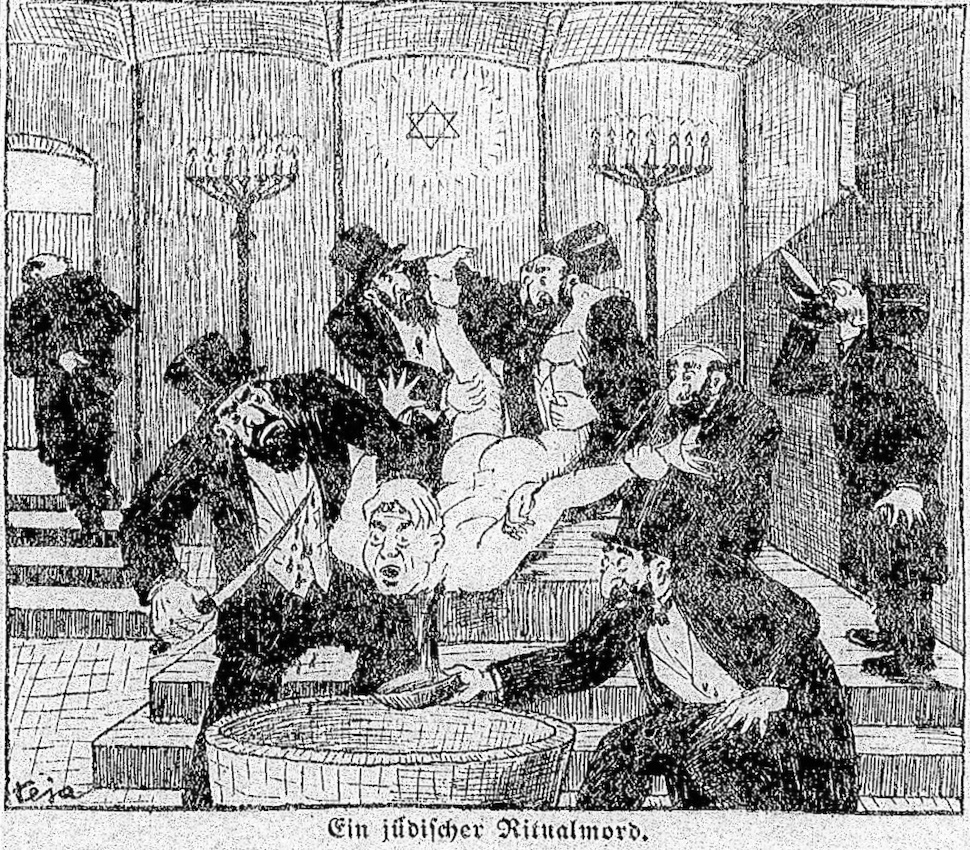
Ein angeblicher jüdischer Ritualmord-Fall in Gladbeck. Ausschnitt aus dem Artikel „Daube von Juden geschächtet“, Ausgabe des Westdeutschen Beobachters vom 28. Oktober 1928; Jahrgang 4, Nr. 44, S. 1

Der schriftliche Stil des Westdeutschen Beobachters war von einer einfach verständlichen Sprache und wiederkehrenden Mustern in Inhalt und Form gekennzeichnet. Die reißerischen Balkenüberschriften dominierten meist das Gesamtbild, Propagandabotschaften zwischen den Artikeln sollten die Leser disziplinieren („Staatsbürger kann nur sein, wer Volksgenosse ist“). Zudem war die Bildsprache der Karikaturen zu den Artikeln äußerst drastisch.

## Strafrechtliche Verfahren in der Weimarer Republik
In der Weimarer Republik kam es zu mehreren Gerichts- und Verbotsverfahren gegen den Westdeutschen Beobachter. Unter anderem erfolgten sie aufgrund „Erregung öffentlichen Ärgernisses“, „Ausrufung zum Klassenhass“ und „Beschimpfung der Republik“, welche Verbote bzw. die Einbehaltung bestimmter Ausgaben der Zeitung nach sich zogen. So wurde nach dem sogenannten „Nastätten-Vorfall“ am 6. März 1927, bei dem eine Gruppe von NSDAP-Anhängern gewaltsam ein angeblich jüdisches Hotel gestürmt hatte, der Westdeutsche Beobachter vorübergehend für vier Monate verboten. Der damalige Chefredakteur Josef Grohé musste sich wegen der Inhalte des Beobachters mehrfach vor Gericht verantworten und wurde im Frühjahr 1928 zu einer mehrwöchigen Haftstrafe verurteilt.
Außerdem wurden durch das Landesjugendamt der Rheinprovinz zwei Verfahren gegen den Westdeutschen Beobachter bei den Prüfstellen für Schmutz- und Schundschriften erwirkt, in Berlin und in der Revision bei der Oberprüfstelle in Leipzig. Anlass für diese beiden Verfahren war der antisemitische Hetzartikel „Sittlichkeitsverbrechen im Hause Tietz“ in der Ausgabe vom 9. September 1929. Die frei erfundene „Sensationsgeschichte“ hatte einen angeblichen Fall von Kindesmissbrauch im Warenhaus der jüdischen Familie Tietz thematisiert. Es erfolgte jedoch keine Aufnahme des Blattes in die Liste der Schmutz- und Schundschriften. Beide Prüfungskommissionen weigerten sich, dem Westdeutschen Beobachter Verkaufsbeschränkungen aufzuerlegen.

## Bedeutung
Im Jahr 1927 kauften 14.000 Leser in der Rheinprovinz wöchentlich den Westdeutschen Beobachter. Eine größere soziokulturelle Bedeutung erlangte das Prüfverfahren des Artikels „Sittlichkeitsverbrechen im Hause Tietz“ durch die kritische Aufnahme in dem Artikel „Schmutz bzw. Schund bzw. Geldverknappung“ von Kurt Tucholsky unter seinem Alias Ignaz Wrobel in der politischen Wochenzeitschrift Die Weltbühne im Jahr 1930. Hierin plädierte Tucholsky für einen zivilen Widerstand gegenüber judenfeindlichen Publikationen, aber gegen ein Verbot einer solchen Hetze unter dem Schmutz- und Schund-Paragraphen. Er schloss sich demnach der Entscheidung der staatlichen Prüfstellen an. Tucholsky begründete seine Haltung darin, dass ein Artikel wie der eines erlogenen Missbrauchsfalls im Zweifel strafrechtlich verfolgt werden solle – nicht aber mit einem „Kautschukwerk“, welches das Gesetz zur Bewahrung der Jugend vor Schund- und Schmutzschriften in seinen Augen sei.
Von 1933 bis 1945 entwickelte sich der Beobachter zum auflagenstärksten Blatt in Köln. 1934 betrug die Auflage des Westdeutschen Beobachters bereits rund 186.000 Exemplare. Es gibt allerdings Hinweise darauf, dass vielen Abonnenten der Bezug des Blattes nach der Machtergreifung 1933 von Parteiorganen aufgedrängt wurde. 1937 erschien die Zeitung mit einer Auflage von mehr als 208.000 Stück. Dennoch wird der Westdeutsche Beobachter als ein eher durchschnittlicher Repräsentant der NS-Gaupresse eingeordnet. Zu Kriegsende wurde der Westdeutsche Beobachter eingestellt.

## Der Rundfunk und die Kölnische Zeitung

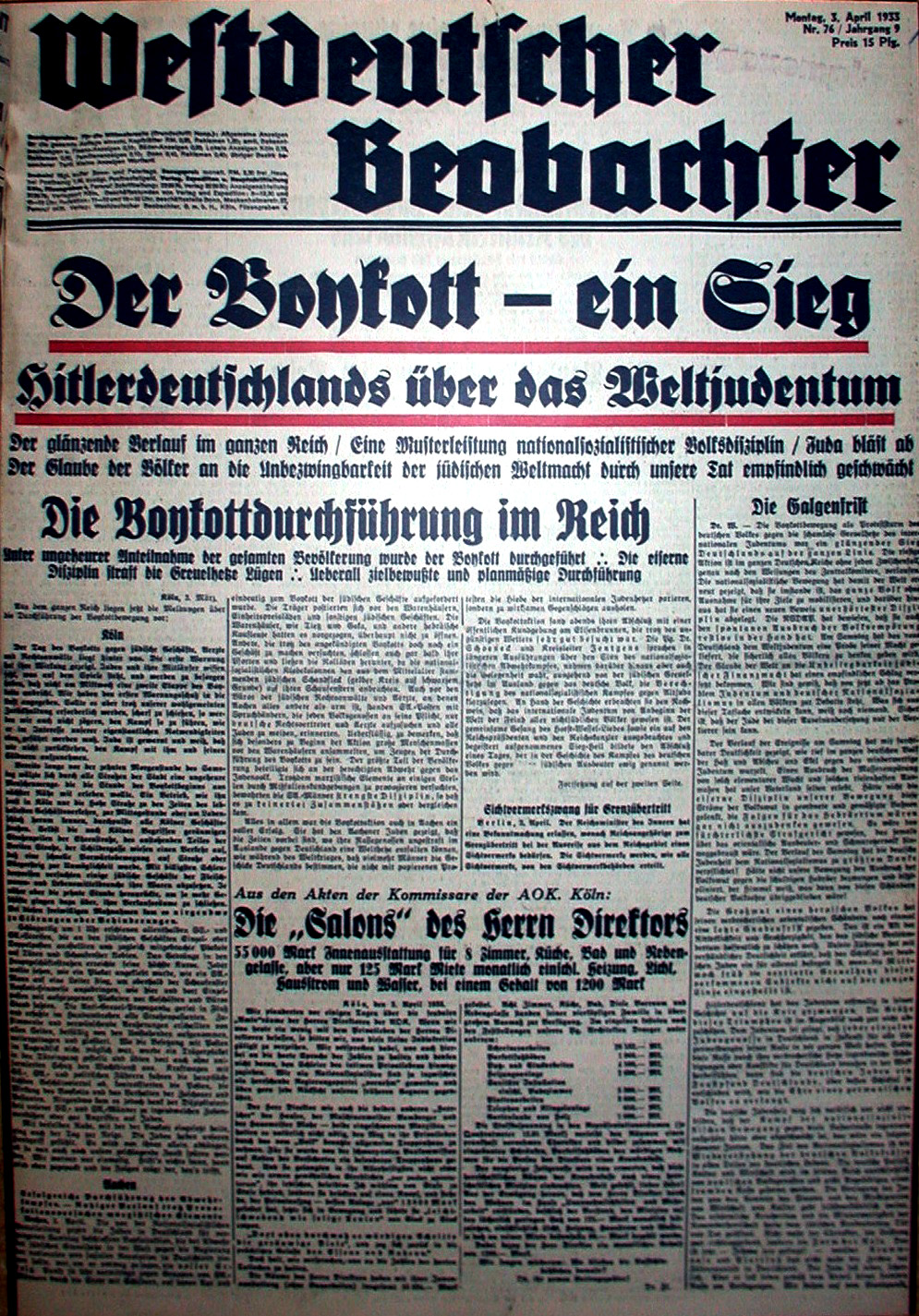
Westdeutscher Beobachter vom 3. April 1933 mit Schlagzeilen zum Boykott jüdischer Geschäftsleute

Im Vorfeld von Hitlers Machtergreifung bündelten die nationalsozialistischen Propagandaorgane ihre Aktivitäten. Ende 1931 starteten der Völkische Beobachter, die NSDAP-Rundfunkzeitschrift Der Deutsche Sender und der Westdeutsche Beobachter eine Serie von Angriffen auf den Rundfunk der Weimarer Republik. Der WB war wegen seiner Nähe zur Westdeutschen Rundfunk AG dafür prädestiniert und diffamierte ihn etwa im Januar 1932 auf zweierlei Art. In pseudo-sozialer Weise machte er sich über das Gehalt seines Leiters lustig: „Intendant Hardt 4000 M. monatlich [...] für jede Mikrophonleistung eine besondere geldliche Entschädigung (z. B. für den Vortrag eines Gedichtes – Dauer zehn Minuten!) – runde 150 Steuermark!“ In Wirklichkeit war der Redaktion die politische Einstellung des von Konrad Adenauer eingesetzten Demokraten Ernst Hardt zuwider. Zweitens kombinierte der Westdeutsche Beobachter hier seinen Judenhass mit seinem Hass gegen die politische Linke: „Der Westdeutsche Rundfunk hat sich [...] zu einer Brutstätte pro-bolschewikischer Zersetzungsarbeit entwickelt. Man stelle sich vor: Von den neun Dezernaten des Westdeutschen Rundfunks sind die sieben wichtigsten mit Juden besetzt!“ Im Jahr der Machtergreifung setzte sich diese Tendenz fort. Die Rundfunkanstalten wurden – wie die Printmedien – gleichgeschaltet. Der Westdeutsche Beobachter blieb der Rundfunkthematik nun staatstragend treu und unterstrich im lokalen Kölner Teil seiner Ausgabe vom 23. August 1933 die Bedeutung des Rundfunks als Propagandainstrument: „Erste Auswirkungen der neuen Funkpolitik: 300.000 Kölner sollen Rundfunkteilnehmer werden. Köln erhält eine Rundfunkberatungsstelle – Großer Rundfunkfeldzug der Rundfunkkammer zur Vermehrung der Hörer – Die Rolle des neuen Volksempfängers – Planmäßige Werbung neuer Rundfunkhörer“.
Auch die Print-Konkurrenz nahm der Westdeutsche Beobachter auf diffamierende Weise in die Kritik. So druckte er etwa im Frühjahr 1932 in einer regelmäßigen Rubrik „Die tägliche Stadtanzeiger-Abbestellung“ fingierte Kündigungsschreiben von Abonnenten der Kölner Lokalausgabe der Kölnischen Zeitung ab. Das Blatt unterstellte dem Verlag und insbesondere der Kölnischen Zeitung mit ihrer „papiergewordenen Vornehmheit“, ihr Überleben dubiosen Geldgebern zu verdanken und spielte mit diesem Argument wieder seinen Antisemitismus offen aus: „Die Großinserenten, die Warenhäuser, die Konfektionsjuden, die großen Markenfirmen – wir denken insbesondere an die teuren Zeitschrifteninserate – in jüdischem Besitz“.

## Saardeutscher Leuchtturm
Der Saardeutsche Leuchtturm erschien erstmals am 15. Januar 1928. Die Zeitung war im Wesentlichen ein Nachdruck des Westdeutschen Beobachters für das unter französischer Verwaltung stehende Saargebiet. Lediglich die Rubrik „Am schwarzen Brett“ unterschied sich von der Zeitung des Reichsgaus Köln-Aachen. Es erschienen lediglich drei Ausgaben des Blattes, danach wurde die Zeitung von der Regierungskommission des Saargebietes verboten.